# Кисіль Анатолій Степанович
Анатолій Степанович Кисіль (пом. 17 квітня 1978) — український радянський журналіст та дипломат. Заступник Міністра закордонних справ УРСР. В.о. Міністра закордонних справ УРСР (1965—1966).

## Життєпис
Закінчив факультет журналістики Київського державного університету ім. Т. Шевченка.
До квітня 1965 року — Постійний представник Української РСР при Організації Об'єднаних Націй з питань освіти, науки й культури.
Український дипломат та письменник Олександр Овсюк в своїх спогадах розповідає, що мав розмову із Анатолієм Кисілем, який прямо звинувачував КДБ в умисному підпалі Державної публічної бібліотеки АН УРСР 24 травня 1964 р.: «Який там у біса Підгурський. Нам подзвонили в ЦК, що бібліотека горить, і ми негайно кинулися туди. Вскочили в приміщення і там на всіх стелажах з українськими виданнями, особливо дореволюційними та емігрантськими висіли таблички з написами „К сожжению“. КДБ все це зробив. Правда, частину видань нам таки вдалося врятувати».
З квітня 1965 до травня 1967 року — заступник міністра закордонних справ УРСР.
Після того як Луку Паламарчука відправили послом СРСР в Марокко 13 серпня 1965 року, виконувати обов'язки Міністра закордонних справ УРСР було призначено Анатолія Степановича Киселя.
У 1967 році, перебуваючи на черговій сесії Генеральної конференції ЮНЕСКО в Парижі, Анатолій Степанович посварився з генеральним секретарем радянської делегації, який був співробітником КДБ. Між ними почалася бійка. Французькі поліцейські доправили їх в лікарню. Після чого Анатолія Кисіля звільнили з роботи у зв'язку із переведенням на посаду заступника голови Українського товариства з культурних зв'язків із закордоном.
З червня 1973 року до останніх днів життя працював головним редактором журналу «Соціалістична культура».

## Автор праць
- Коли мерехтять вогні реклами: нариси про молодь Америки і «американський спосіб» життя / Анатолій Степанович Кисіль . — Київ: Молодь, 1958 . — 181 с.[3]
- Україна вчора, сьогодні, завтра: фотонарис / Анатолій Степанович Кисіль . — Київ: Політвидав України, 1969 . — 135 с. : 20 л. іл. — На укр. яз.[4]
- Наставники молоді / Сігізмунд Йосипович Богданович, Ольга Володимирівна Вишневецька, Анатолій Степанович Кисіль . — Київ: Політвидав України, 1975 . — 92 с.[5]